# یاتسکووو (استان پومرانی)
یاتسکووو (به لاتین: Jackowo) یک روستا در لهستان است که در گمینا خوچوو واقع شده‌است. یاتسکووو ۲۸۳ نفر جمعیت دارد.